# Governo Epitácio Pessoa
O governo Epitácio Pessoa iniciou em 28 de julho de 1919, após o diplomata e magistrado vencer a Eleição presidencial de 1919 com 286 373 votos contra 116 414 votos para Rui Barbosa, tornando se o 11.º Presidente do Brasil; sendo eleito quando estava na França, devido a Conferência de Versalhes. O mandato terminou em 15 de novembro de 1922, passando o cargo para Artur Bernardes.
Assim, o processo sucessório transcorreu em um clima altamente agitado nas Forças Armadas. O presidente enfrentou a crise das cartas falsas e o início do movimento tenentista na Revolta dos 18 do Forte, em 5 de julho de 1922.
As comemorações do centenário de Independência foram marcadas pela realização de uma grande Exposição Internacional, a maior realizada no Brasil até hoje.
Houve um crescimento de cerca de 23,57% do PIB no seu mandato.

## Eleição presidencial de 1919
Epitácio disputou a sucessão de Delfim Moreira, vice-presidente da república, que assumiu a presidência devido ao falecimento do presidente eleito Rodrigues Alves. Foi indicado candidato a presidente quando representava o Brasil na Conferência de Versalhes. Nas eleições de 13 de abril de 1919, Epitácio teve 286 373 votos contra 116 414 votos dados ao já septuagenário Rui Barbosa, vencendo as eleições sem nem ter saído da França. Retornou ao Brasil em 21 de junho de 1919.
Sua candidatura foi apoiada por Minas Gerais. Sua vitória foi marcada por simbolismos, pois um presidente paraibano representava uma primeira derrota da política do café-com-leite, tendo apenas o Marechal Hermes da Fonseca sido uma solitária exceção uma década antes. Contudo, ainda assim ele representava a escolha das oligarquias paulista e mineira.
Há outra versão para sua eleição, porém a versão de que São Paulo e Minas Gerais decidiram, depois da morte de Rodrigues Alves, escolher um tertius, alguém que não fosse nem de São Paulo, nem de Minas Gerais. Em seguida, para a eleição seguinte de Artur Bernardes voltou-se ao rodízio de São Paulo com Minas Gerais.

## Governo
Com o fim da guerra, a Europa reabilitou suas indústrias. No Brasil sucederam-se greves operárias e o empresariado e os cafeicultores tentavam impor suas reivindicações. Epitácio Pessoa, buscou implantar uma política de austeridade fiscal. Contudo, vieram as pressões dos estados. Novo empréstimo, de nove milhões de libras, financiou a retenção de café verde nos portos brasileiros. Outro empréstimo foi conseguido com os Estados Unidos para a eletrificação da Estrada de Ferro Central do Brasil.

### Os 18 do Forte de Copacabana
A 5 de julho de 1922, uma revolta irrompeu no Forte de Copacabana, com a adesão do Forte do Vigia e dos alunos da Escola Militar. Foi o primeiro levante tenentista no Brasil. Visavam os revoltosos a derrubada do Presidente e o impedimento da posse de Artur Bernardes. A maioria dos inúmeros oficiais que haviam acordado à revolta, no entanto, desistiu. Apenas dezessete oficiais optaram por manter a rebelião, obtendo o apoio de um civil Otávio Correia. Os dezoito amotinados saíram pela praia de Copacabana em busca de seus objetivos, o que resultou no enfrentamento com o restante do exército. Foram metralhados. Dezesseis morreram; os outros dois, muito embora baleados, sobreviveram. Um dos sobreviventes foi Siqueira Campos, o outro Eduardo Gomes, que posteriormente tornou-se Brigadeiro e concorreu à presidência da república pela UDN.
A despeito de todos os incidentes políticos com as oligarquias, desde a Reação Republicana à Revolta de Copacabana, a candidatura oficial venceu, mas foi demonstrado o declínio da política oligárquica que vigorava no Brasil e que acabaria definitivamente em 1930, pela revolução comandada por Getúlio Vargas.

### Política interna

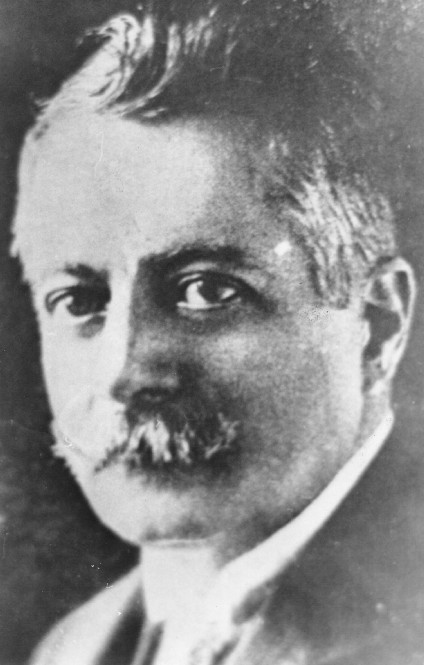
Presidente Epitácio Pessoa.

No campo político, válido é assinalar a fundação do Partido Comunista Brasileiro (PCB) em 1922. Trouxe grande repercussão o novo partido, já que deu nova orientação e organização ao movimento operário. Os trabalhadores, influenciados pelos ideais da Revolução Russa de 1917, abandonaram progressivamente o anarquismo em favor ao socialismo. As oligarquias, naturalmente, não viam com bons olhos a organização proletária, buscando dificultar ao máximo sua atuação.
O final de sua administração foi muito conturbado. A campanha do futuro presidente Artur Bernardes foi desenvolvida em meio a permanente ameaça revolucionária. Os estados do Rio Grande do Sul, Rio de Janeiro, Bahia e Pernambuco não concordavam com a candidatura oficial de Artur Bernardes e lançaram a candidatura de Nilo Peçanha, caracterizando uma segunda crise na política das oligarquias.

### Infraestrutura
Realizou algumas obras contra a seca no Nordeste. Foram construídos duzentos e cinco açudes, duzentos e vinte poços e quinhentos quilômetros de vias férreas locais. Isso, no entanto, não bastou para satisfazer a insustentável situação de penúria da população local.
Cuidou também da economia cafeeira, conseguindo manter ao nível compensador os preços do principal produto de exportação brasileiro à época. No início de seu governo, compreendendo que a prosperidade decorrente dos negócios efetuados durante a guerra tinha bases acidentais e transitórias, empreendeu uma severa política financeira, chegando mesmo a vetar leis de aumento de soldo às Forças Armadas.
Pessoa nomeou, para as pastas militares, dois políticos civis, Pandiá Calógeras e Raul Soares, revigorando, assim, a tradição monárquica. Autoritário e enérgico, com a "lei de repressão do anarquismo", de 17 de janeiro de 1921, pretendeu limitar a atuação da oposição. 
Inaugurou a primeira estação de rádio do Brasil em 7 de setembro de 1922. Construção de mais de 1 000 km de ferrovias no sul do Brasil.

### Educação
Criação da Universidade do Rio de Janeiro — erradamente considerada pelos historiadores oficiais da época como a primeira do Brasil, uma vez que a Universidade do Paraná foi criada quase uma década antes, em 1912.

### Cultura e esportes

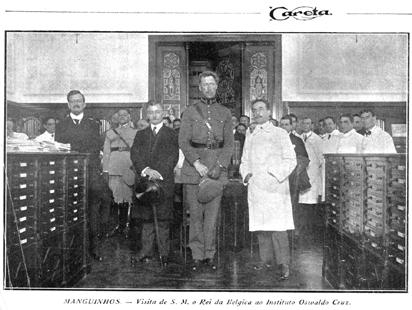
Carlos Chagas, em recepção ao Presidente da República Epitácio Pessoa e ao Rei Alberto I da Bélgica.

Seu governo foi marcado por intensa agitação política. No campo artístico, destacou-se a Semana de Arte Moderna, ocorrida em São Paulo, que buscava instituir novo modo de fazer arte no Brasil. Pretendiam fugir das concepções puramente europeias e criar um movimento tipicamente nacional. O radicalismo da fase inicial do movimento chocou inúmeros setores conservadores, que se viram ridicularizados pelos novos artistas. Lideravam o movimento: Oswald de Andrade, Mário de Andrade e Manuel Bandeira, entre outros.
No governo de Epitácio Pessoa, as comemorações do centenário de Independência foram marcadas pela realização de uma grande Exposição Internacional, ⁣visitando nessa ocasião o Brasil o presidente da república portuguesa, Antônio José de Almeida. Pouco antes, havia sido recebido o rei dos belgas, Alberto I. Em relação à família imperial brasileira, teve Epitácio Pessoa um gesto simpático, revogando a Lei de banimento.
Polêmica com relação aos esportes e questões raciais. Há versão que diz que Epitácio vetou a participação de futebolistas negros na Seleção Brasileira de Futebol que iria disputar o Campeonato Sul-Americano de Futebol de 1921, como os próprios jornais da época assim retrataram. Entretanto, também é de se salientar a ausência de norma ou ordem escrita e publicada nesse sentido (institucional) e, principalmente, como argui o anexo, os jornais que ventilaram a afirmação eram odiosos opositores do governo de Epitácio. Também é acusado de debochar de traços negros de Pedro Lessa, primeira pessoa de ascendência africana a ocupar o cargo de ministro do Supremo Tribunal Federal.

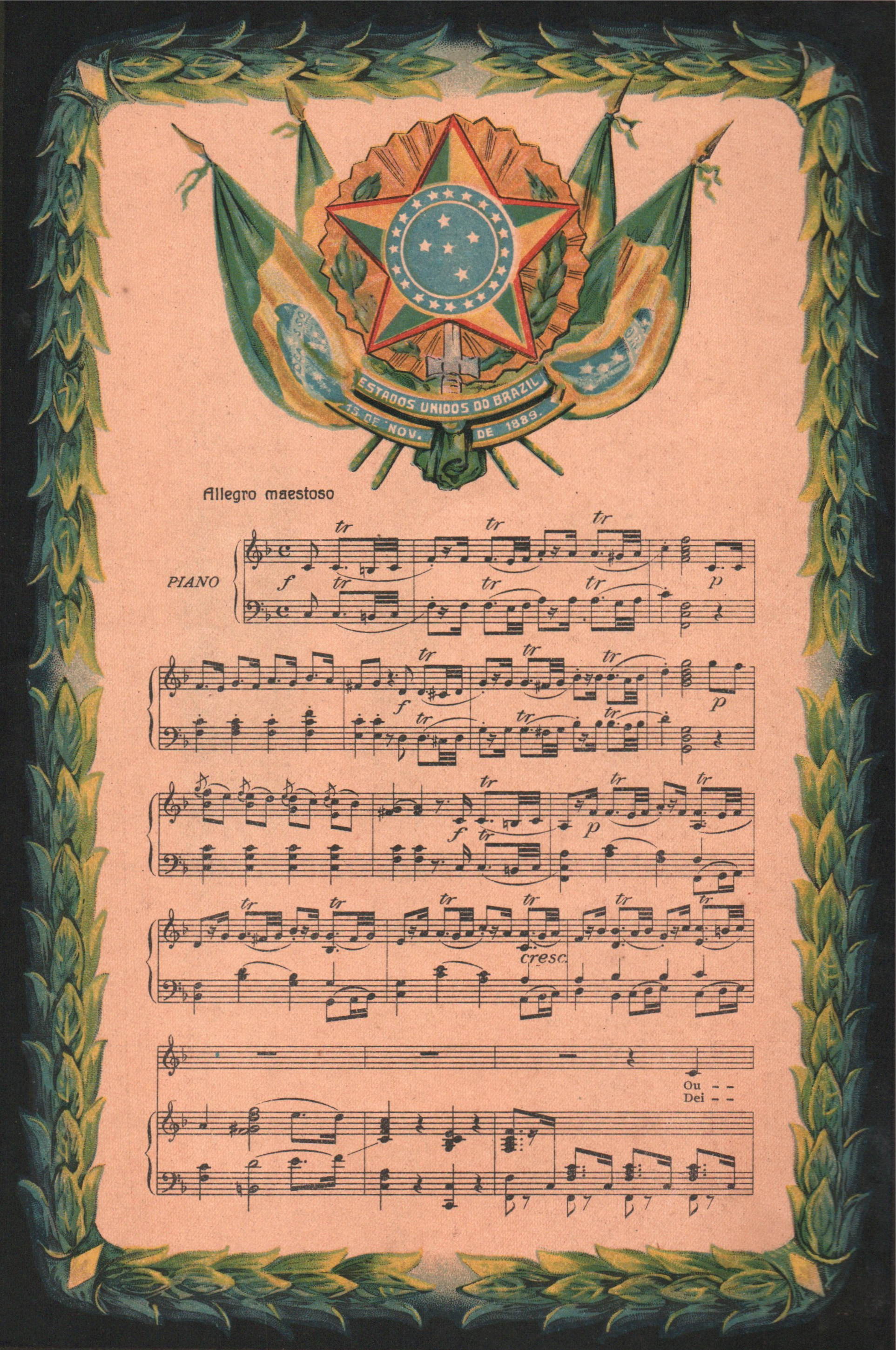
Hino Nacional Brasileiro, com letra de Osório Duque-Estrada (Imagem: partitura de Teodoro Braga).

Oficializou o Hino Nacional Brasileiro por meio do decreto n. 4 559, de 21 de agosto de 1922.

### Crise das cartas falsas e as eleições de 1922
A "Crise das cartas" foi como ficaram conhecidas as duas cartas publicadas, contendo ofensas aos militares e a Nilo Peçanha, e atribuídas a Artur Bernardes candidato à presidência da República. O escândalo que se seguiu acirrou a oposição dos militares a Bernardes, que ainda assim foi eleito em março de 1922, mas enfrentou em seu governo o movimento tenentista, início de um processo de ruptura política que iria desembocar na Revolução de 1930.
Em 9 de outubro de 1921, o Correio da Manhã publicou cartas supostamente enviadas por Artur Bernardes a Raul Soares, nas quais figuravam insultos às Forças Armadas e ao marechal Hermes da Fonseca. Artur Bernardes contratou peritos e conseguiu provar que as cartas eram falsas.
Epitácio Pessoa desistiu de atuar na sua sucessão. Em uma eleição muito disputada, em 1 de março de 1922, Artur Bernardes foi eleito presidente derrotando o candidato Nilo Peçanha e Urbano Santos eleito vice-presidente, o qual tendo falecido foi substituído por Estácio Coimbra. O Clube Militar e Borges de Medeiros pediram a criação de um tribunal de honra para legitimar os resultados eleitorais. O Congresso reconheceu a chapa eleita.

### Corrupção
Em setembro de 1922, o governo aprovou um contrato de US$ 25 milhões com a empresa General Electric para implantar um sistema de eletrificação das ferrovias de subúrbio do Rio de Janeiro da Estrada de Ferro Central do Brasil. No entanto, o contrato foi paralisado (e, posteriormente cancelado apenas em 1926) e os US$ 25 milhões para custeá-lo desapareceram.